# Dios le Guarde (kommunhuvudort)
Dios le Guarde är en kommunhuvudort i Spanien.   Den ligger i provinsen Provincia de Salamanca och regionen Kastilien och Leon, i den centrala delen av landet, 220 km väster om huvudstaden Madrid. Dios le Guarde ligger 829 meter över havet och antalet invånare är 174.
Terrängen runt Dios le Guarde är huvudsakligen platt, men söderut är den kuperad. Runt Dios le Guarde är det glesbefolkat, med 8 invånare per kvadratkilometer. Närmaste större samhälle är Ciudad Rodrigo, 19,0 km väster om Dios le Guarde. Trakten runt Dios le Guarde består i huvudsak av gräsmarker.